# ドナルドの難破船
『ドナルドの難破船』（ドナルドのなんぱせん、原題：Sea Salts）は、ウォルト・ディズニー・プロダクション（現：ウォルト・ディズニー・カンパニー）が製作した1949年4月8日公開のアニメーション短編映画作品。ドナルドダック・シリーズの第84作である。

## あらすじ
物語は年老いたバグがドナルドとの思い出を語りだすところから始まる。
難破した船で大海をさまよう二人（？）。
やっとの思いで無人島に辿り着くが…

## スタッフ
- 製作：ウォルト・ディズニー
- 監督：ジャック・ハンナ
- 脚本：ビル・バーグ、ニック・ジョージ
- 音楽：オリバー・ウォレス
- 美術：エール・グレイシー
- 背景：
- 原画：ビル・ジャスティス、ボブ・チャールソン、ジャック・ボーイド

## キャスト
| キャラクター   | 原語版               | 旧吹き替え版 | 新吹き替え版 |
| -------------- | -------------------- | ------------ | ------------ |
| ドナルドダック | クラレンス・ナッシュ | 関時男       | 山寺宏一     |
| バグ           | ディンク・トラウト   | 西本裕行     | 沢りつお     |
| ナレーター     | -                    | 江原正士     | -            |

## 日本での公開

### 収録
- 『ドナルドダック・クロニクル Vol.3 限定保存版』（DVD、ブエナ・ビスタ・ホーム・エンターテイメント、新吹き替え版）
- 『ミッキー＆オールスターズ マジカルセレクション』（VHS、ブエナ・ビスタ・ホーム・エンターテイメント、新吹き替え版）